# Jüdischer Friedhof Wandsbek

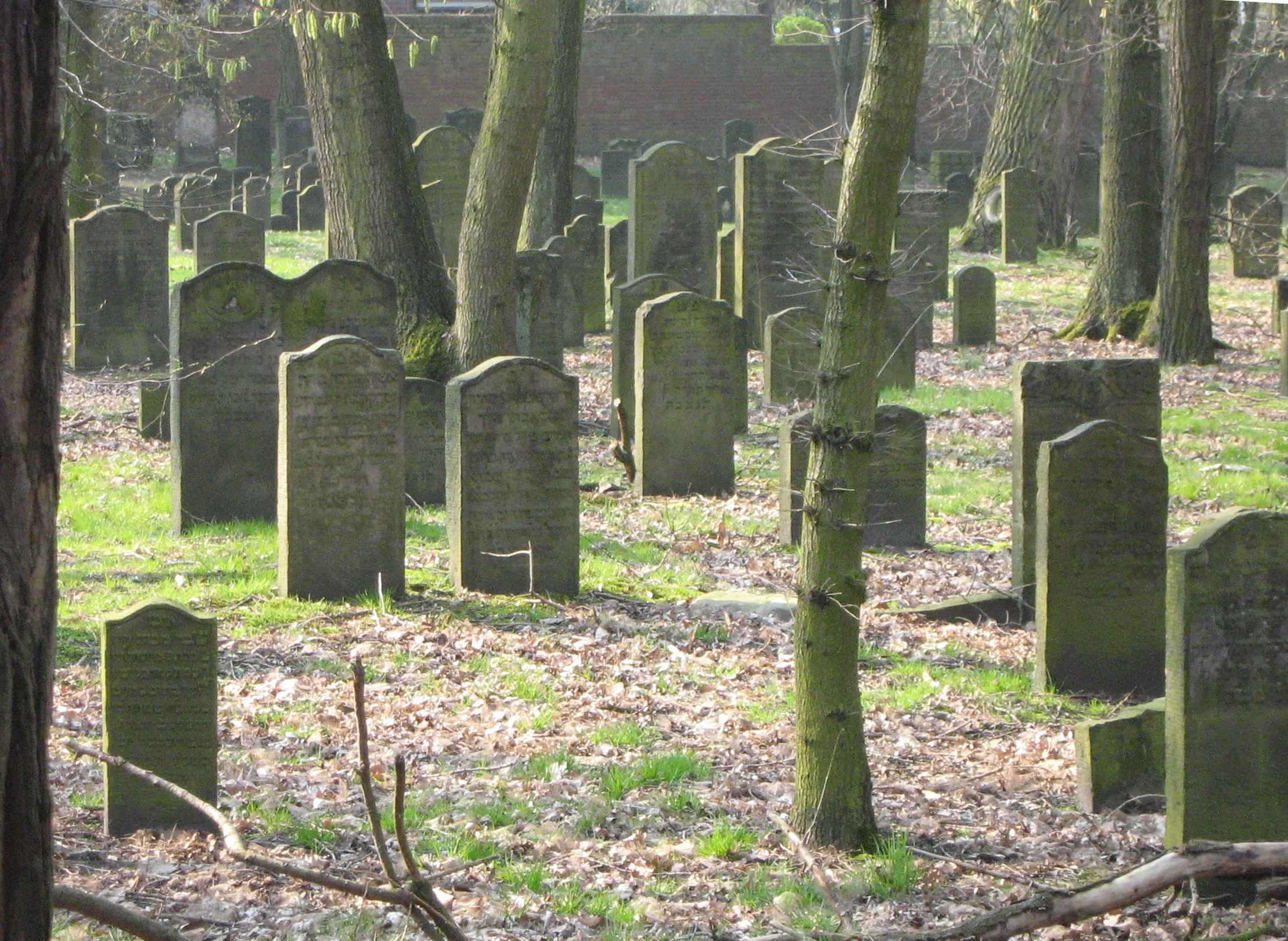
Jüdischer Friedhof Königsreihe

Der Jüdische Friedhof Wandsbek, auch Jüdischer Friedhof Königsreihe, liegt an der Königsreihe (früher Lange Reihe) und war von etwa 1659 bis 1884 der Begräbnisplatz der jüdischen Gemeinde Wandsbek.

## Geschichte
Der Friedhof wurde auf einem Grundstück eingerichtet, das der Pächter des Gutes Wandsbek, Oberst Bernd von Hagen, im November 1637 zur Verfügung stellte. Das älteste Grab datiert von 1659. 1663 wurde Bela Hekscher bestattet, ihr Grabstein ist der älteste noch erhaltene. Insgesamt wurden etwa 1200 Gräber angelegt. Der Friedhof wurde 1884 geschlossen. Bis zur Einweihung des neuen Friedhofs in der Jenfelder Straße im Jahr 1887 gab es noch einige Nachbestattungen auf reservierten Plätzen. Rosa Hanover, Ehefrau des Wandsbeker Rabbiners Dr. David Hanover, starb 1909, sie war die letzte Bestattete auf dem Friedhof Königsreihe.
Während des Novemberpogroms 1938 wurde die Leichenhalle aufgebrochen und Grabsteine wurden beschädigt. Auch der Friedhof in der Jenfelder Straße wurde geschändet.

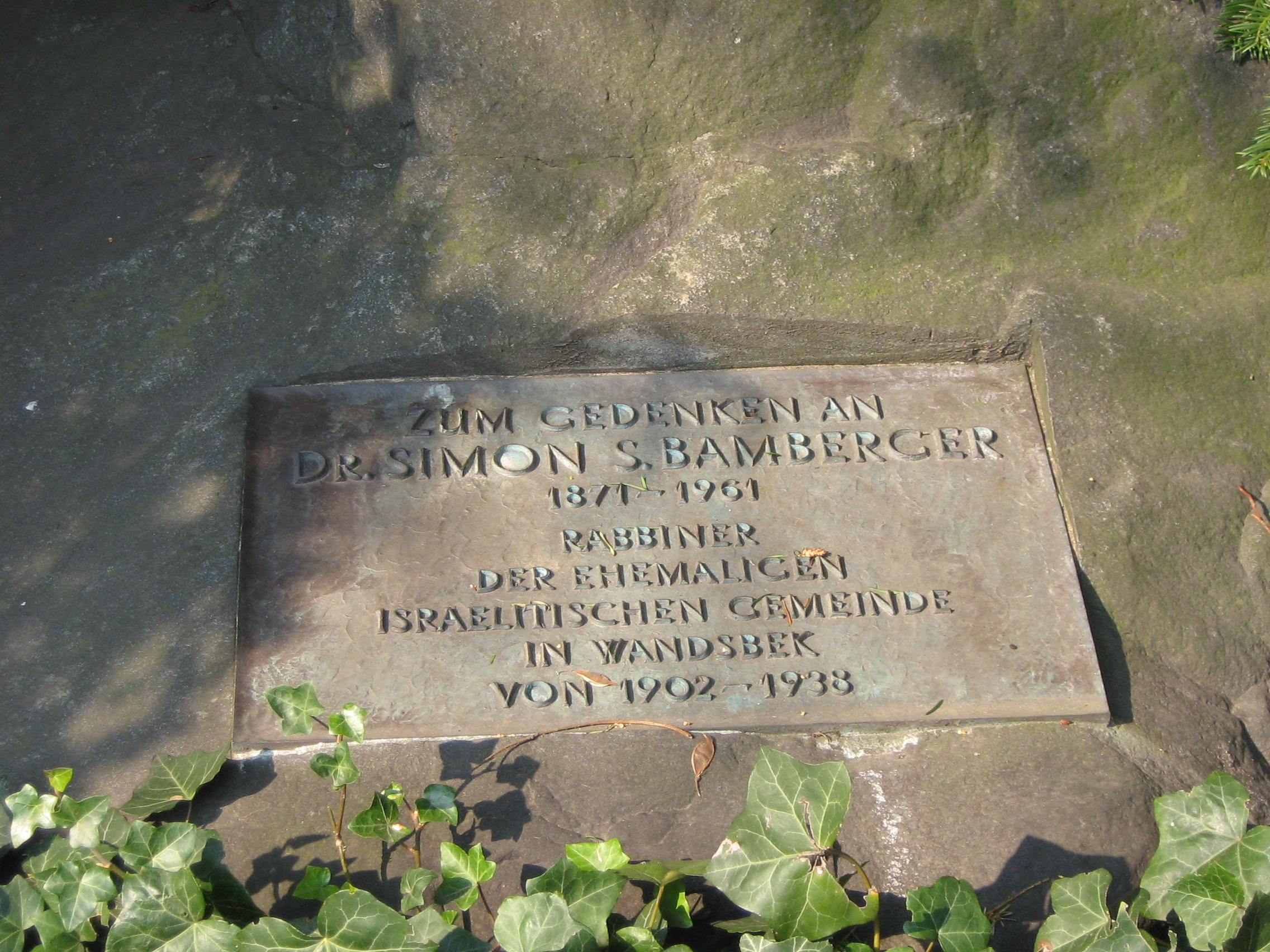
Gedenkstein für den Rabbiner Simon S. Bamberger

Der Friedhof an der Königsreihe (Ecke Litzowstraße) steht seit 1960 unter Denkmalschutz. Er ist verschlossen, aber von der Straße aus einsehbar. Es sind noch etwa 500 Grabsteine erhalten, der älteste aus dem Jahr 1663. Vor dem Friedhof an der Königsreihe befindet sich ein Gedenkstein für Simon S. Bamberger, der von 1902 bis 1938 Rabbiner der israelitischen Gemeinde Wandsbek war.
Der neue Friedhof in Jenfeld ist heute zum Teil überbaut und in einem schlechteren Zustand als der alte im Wandsbeker Kerngebiet. Bestattet wurde hier bis 1942.